# Conxa Sisquella i Planas
Conxa Sisquella i Planas (Centelles, 1 de enero del 1926 - Barcelona, 14 de marzo de 1996), fue pintora española.

## Biografía
En el año 1945 ingresó en la Escola Superior de Belles Arts Sant Jordi y en el Conservatori de les Arts del Llibre de Barcelona (Bosch, 1991, p. 10). Fue una artista destacada de la posguerra. Su obra desarrolló las posibilidades expresivas del color, jugando con formas elementales, elementos simbólicos y recursos técnicos. 
El primer éxito obtenido fue el primer premio del Salón Femenino de Madrid en 1947. En estos años y en los sucesivos participó en los Salones de Octubre y en los Salones de Mayo, movimientos de renovación artística del país.
Un viaje a los Estados Unidos junto con su marido, el también pintor Francesc Fornells-Pla, de 1969-1970 le sirvió de gran estímulo para la creación, puesto que la puso en contacto con el expresionismo abstracto y con la obra de Jackson Pollock. En los EE. UU. expuso en la Blue Grass Arte Center Gallery, de Filadelfia. También cultivó el grabado (trabajó en el taller de grabado de la Smithsonian Institution de Washington).
En 1977 recibió la Medalla en el XX Salón del Grabado Español Contemporáneo en Madrid. Durante la década próxima se dedicaría con éxito al grabado, abriendo un taller propio, y paralelamente exploró la pintura a través del expresionismo abstracto.

## Exposiciones
- 1969: Blue Grass Arte Center Gallery, Filadelfia
- 1972: Galería Estriarte, Madrid
- 1973: Galería II Fondaco, Mesina, Italia
- 1974: Galerie Charpentier, París y Galerie Max G. Bollag, Zúrich, Suiza
- 1976: Instituto de Estudios Norteamericanos, Barcelona
- 1977: Instituto Británico, Barcelona
- 1978: Instituto Francés, Barcelona
- 1979: Palau Meca, Barcelona
- 1986: Galería Athenea, Barcelona
- 1987: Fontana de Oro, Girona
- 1992: Exposición retrospectiva con Fornells-Pla, al Arte Museum Ginza de Tokio, Japón
- 2004: Exposición con Fornells-Pla, en la Sala Municipal de Arte de la Garriga y a la Sala de Arte Caja Manlleu de Vic
- 2006: Exposición con Fornells-Pla, Itinerarios, a la Fundación Municipal Joan Abelló, Mollet